# Garnsdorf (Lichtenau)
Garnsdorf ist ein Ortsteil der sächsischen Gemeinde Lichtenau im Landkreis Mittelsachsen. Am 1. Januar 1994 wurde der Ort in die Gemeinde Auerswalde eingegliedert, die am 11. September 2000 in Lichtenau umbenannt wurde.

## Geographie

### Geographische Lage
Garnsdorf liegt im Nordwesten der Gemeinde Lichtenau. Der durch den Ort fließende Bach mündet im Westen des Dorfs in die Chemnitz. Historisch wurde Garnsdorf in
Ober- und Unter-Garnsdorf unterschieden.

### Nachbarorte
| Claußnitz               | Röllingshain                                |           |
| Markersdorf             | Kompassrose, die auf Nachbargemeinden zeigt | Ottendorf |
| Köthensdorf-Reitzenhain | Auerswalde                                  |           |

## Geschichte

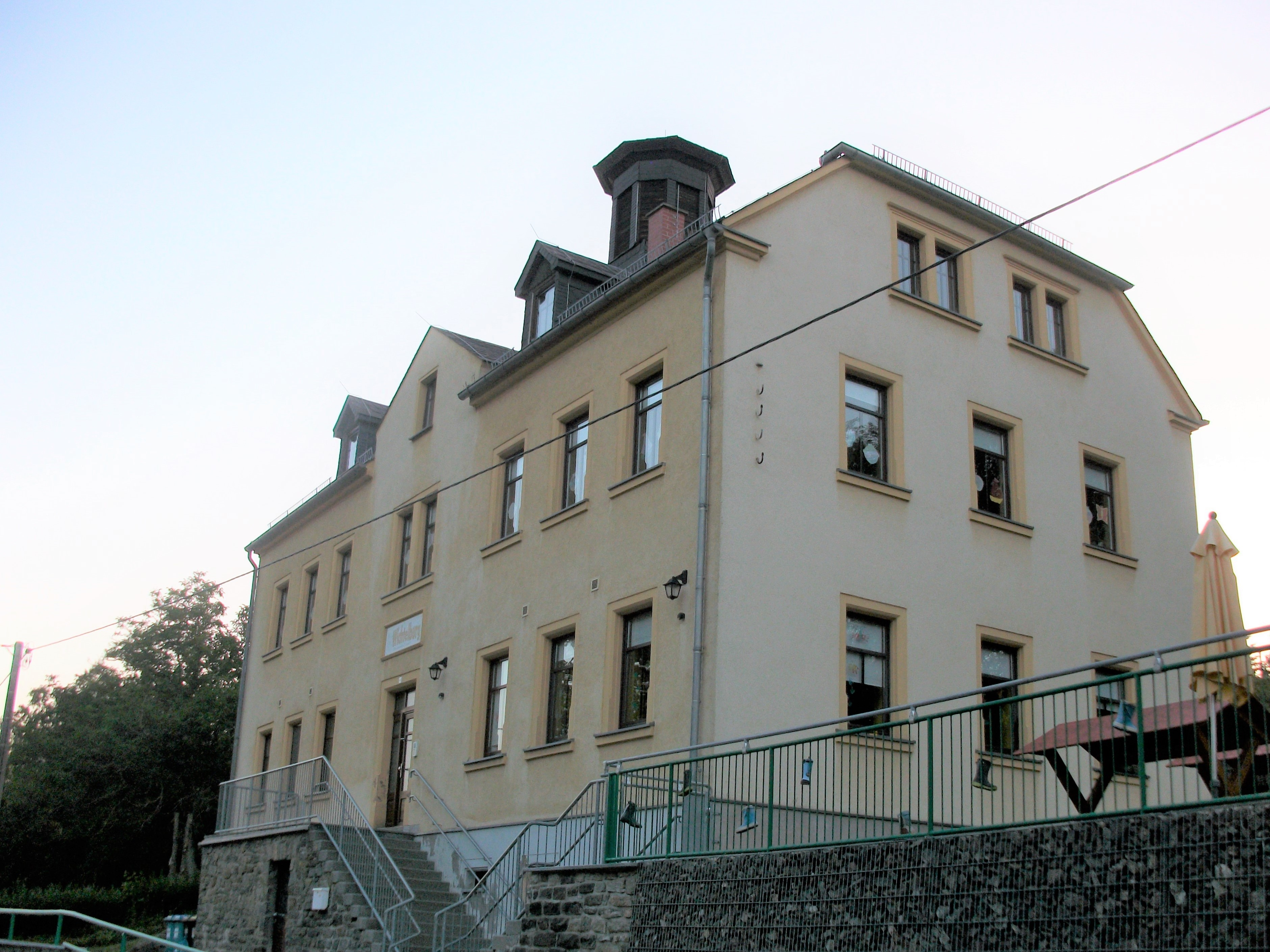
Garnsdorf, Kita Wichtelburg

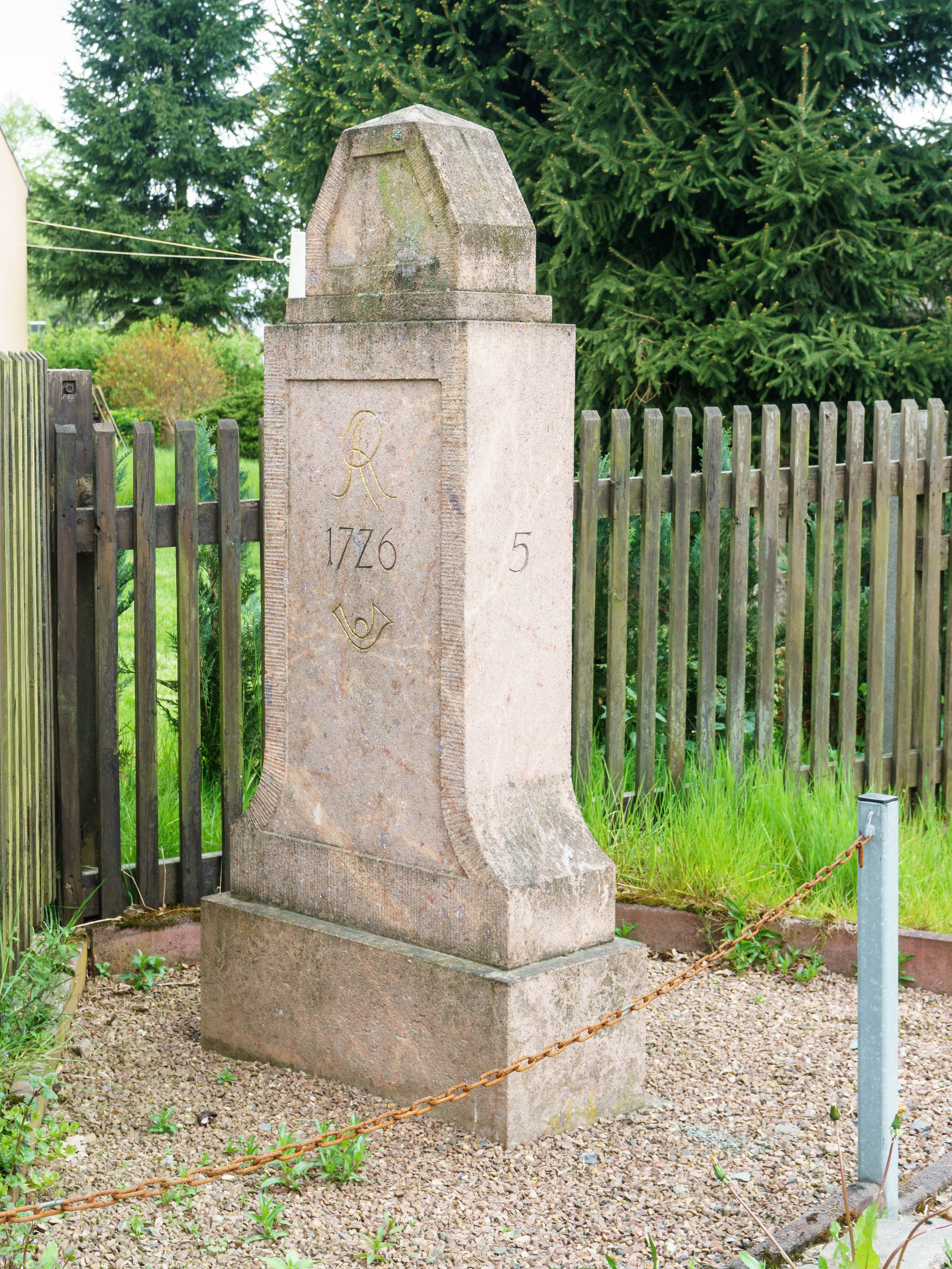
Viertelmeilenstein in Garnsdorf

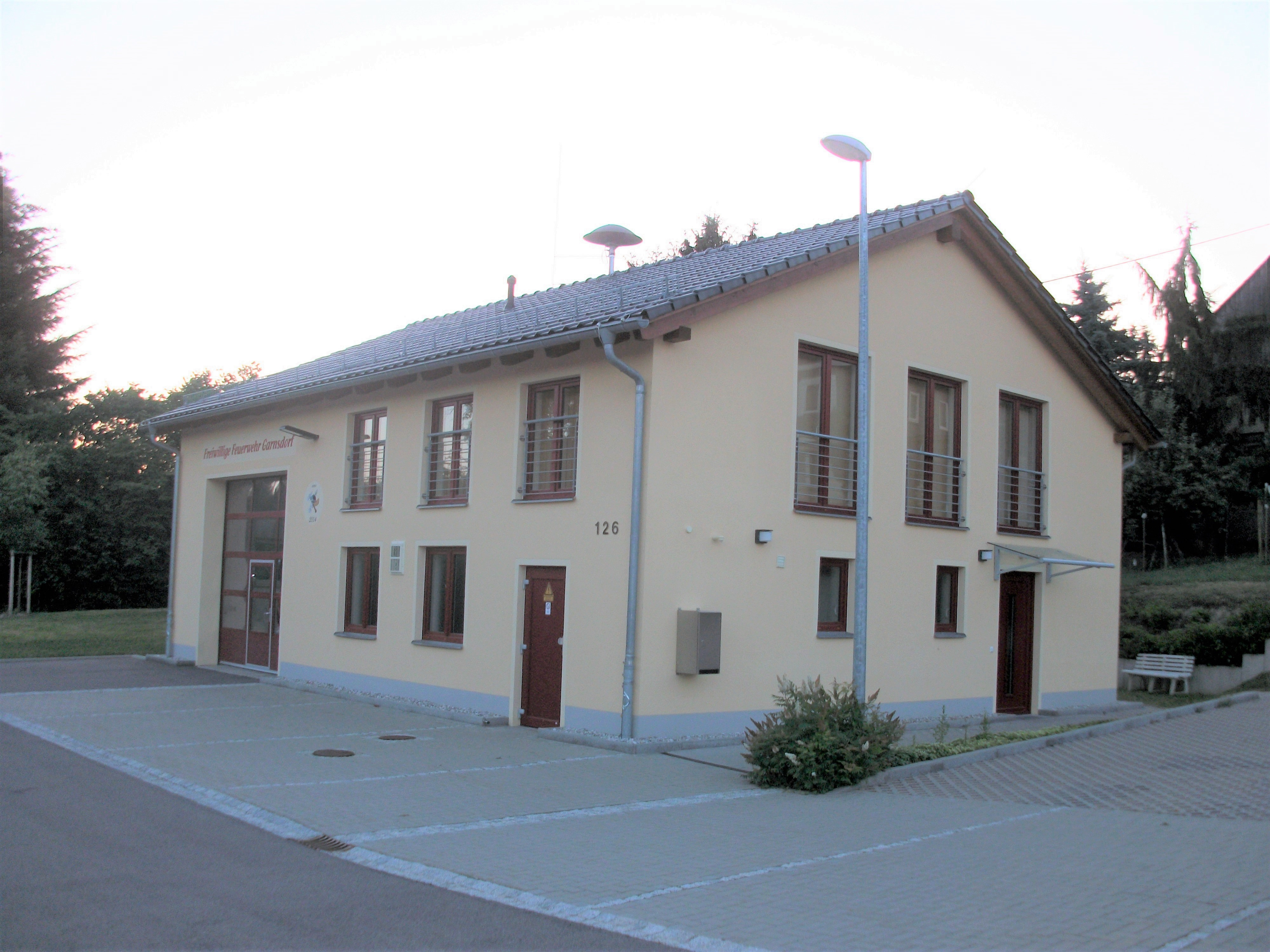
Freiwillige Feuerwehr Garnsdorf

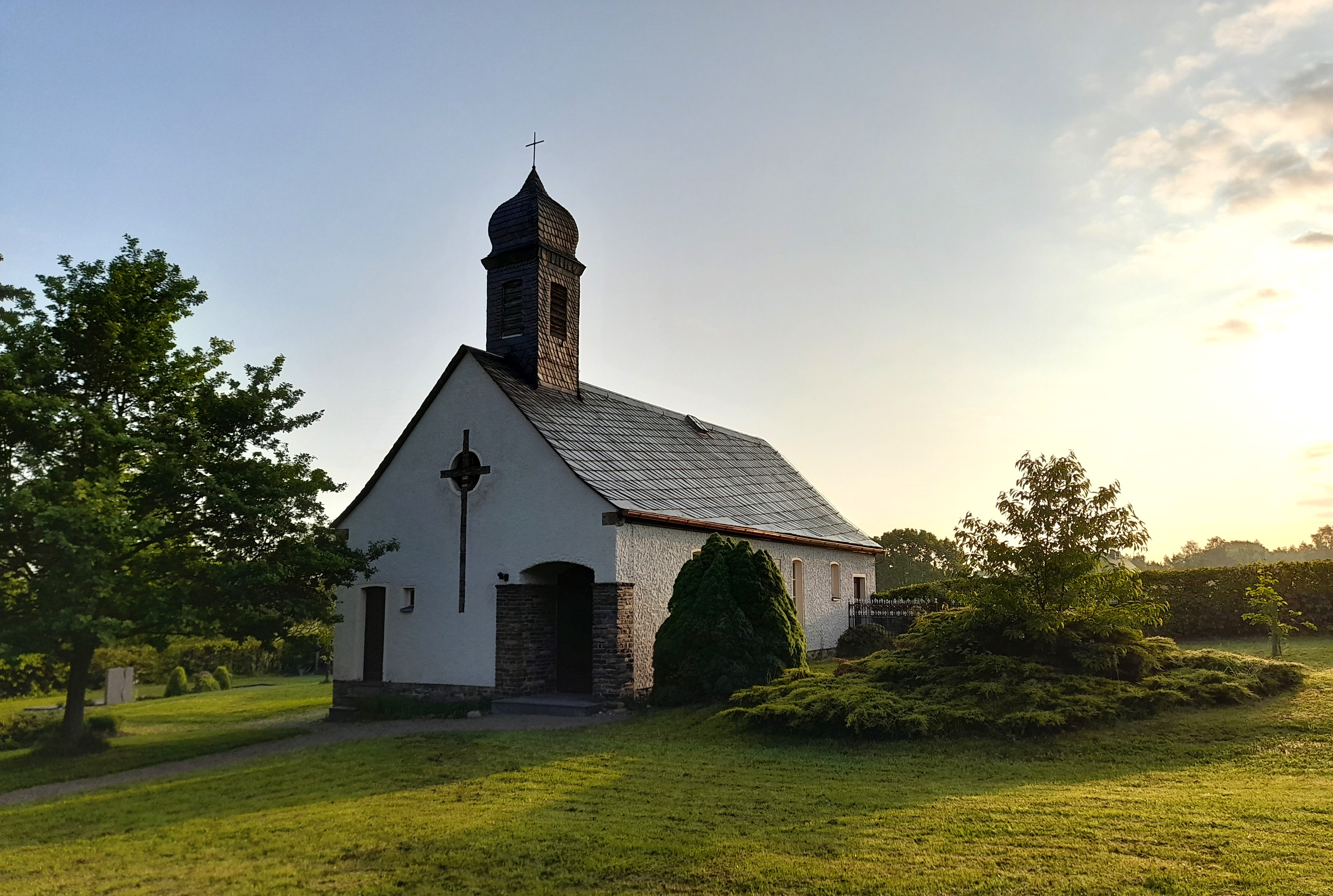
Friedhofskapelle Garnsdorf (Lichtenau)

Garnsdorf wurde erstmals urkundlich im Jahr 1285 als „Garmannsdorf“ erwähnt. Der Ort war bis ins 19. Jahrhundert bezüglich der Verwaltung geteilt. Der obere Ortsteil unterstand der Grundherrschaft des Ritterguts Lichtenwalde im kursächsischen Amt Lichtenwalde, das ab 1696 durch das kursächsische Amt Frankenberg-Sachsenburg und ab 1783 durch das kursächsische Amt Augustusburg verwaltet wurde. Der untere Teil von Garnsdorf gehörte wie der untere Ortsteil von Auerswalde zur Grundherrschaft des Ritterguts Auerswalde, das als Exklave zum kursächsischen Amt Rochlitz gehörte. Ab 1832 war Garnsdorf als Teil der Grundherrschaft Lichtenwalde vollständig zum königlich-sächsischen Amt Augustusburg gehörig. Nach dem Ende der sächsischen Ämterverfassung 1856 lag Garnsdorf im Zuständigkeitsbereich des Gerichtsamtes Frankenberg. Ab 1875 gehörte Garnsdorf zur Amtshauptmannschaft Flöha und ab 1933 zur Amtshauptmannschaft Chemnitz. Im Jahre 1832 wurde das erste Schulgebäude des Orts erbaut, das nächste wurde 1872 errichtet. Der Garnsdorfer Friedhof erhielt 1873 eine Totenhalle, welche 1953 durch einen Neubau ersetzt wurde. Sieben Jahre später erfolgte im Jahr 1880 die Eröffnung der Chemnitztalstraße. Die Gemeinde Garnsdorf erhielt im Jahr 1921 ein neues Rathaus. Vier Jahre später entstand die Siedlung „Am Berggut“ in Garnsdorf. Seit 1928 besitzt Garnsdorf ein Freibad und seit 1940 die Freiwillige Feuerwehr. Zwischen dem 15. und 26. April 1945 war Garnsdorf kurzzeitig von amerikanischen Truppen besetzt, bis am 7./8. Mai 1945 sowjetische Truppen die Verwaltung übernahmen.
Durch die zweite Kreisreform in der DDR kam die Gemeinde Garnsdorf im Jahr 1952 zum Kreis Chemnitz-Land im Bezirk Chemnitz (1953 in Kreis Karl-Marx-Stadt-Land und Bezirk Karl-Marx-Stadt umbenannt). Fortan verlief östlich von Garnsdorf die Grenze zum Kreis Hainichen, dem der Nachbarort Ottendorf während der Kreisreform 1952 zugeschlagen worden war. 1954 wurde Unter-Garnsdorf, ebenso wie seine Nachbarorte Auerswalde und Krumbach, von einem schweren Hochwasser betroffen.
Im Jahr 1990 kam die Gemeinde Garnsdorf zum sächsischen Landkreis Chemnitz. 1992 bildeten Auerswalde und Garnsdorf eine Verwaltungsgemeinschaft, zum 1. Januar 1994 entstand daraus die Gemeinde Auerswalde. Bei der Auflösung des Landkreises Chemnitz kam die Gemeinde Auerswalde mit Garnsdorf im Jahr 1994 zum Landkreis Mittweida, der 2008 im Landkreis Mittelsachsen aufging. Im Zuge der Gemeindegebietsreform in Sachsen wurden 1999 die Gemeinden Auerswalde, Lichtenau und Ottendorf zu einer neuen Gemeinde vereinigt, deren Name erst am 28. Mai 2000 durch einen Bürgerentscheid als „Lichtenau“ festgelegt wurde, hierfür entschieden sich 51 % der Abstimmungsberechtigten. Die Jahrhundertflut von 2002 zeigte auch im Ortsteil Garnsdorf verheerende Auswirkungen. Das sanierte Sommerbad Garnsdorf eröffnete im Jahr 1994.
Seit 2023 bringt der Heimatverein Auerswalde/Garnsdorf e. V. an geschichtsträchtigen Objekten sog. „Historische Ortstafeln“ an, die Idee dazu wurde vom Kultur- und Heimatverein Wittgensdorf e. V. übernommen. In Kurzform und mittels historischer Fotos wird über die Geschichte des Objektes informiert. Die Standorte der Ortstafeln sind in einer interaktiven Karte eingetragen.

## Verkehr
Garnsdorf wird am Westrand durch die im Chemnitztal verlaufende Bundesstraße 107 berührt.
Auf dem gegenüber liegenden Ufer der Chemnitz verlief zwischen 1902 und 2002 die Bahnstrecke Wechselburg–Küchwald (Chemnitztalbahn), auf deren Trasse der Chemnitztalradweg entstand. In der Nähe von Garnsdorf befand sich der Bahnhof Auerswalde-Köthensdorf.

## Persönlichkeiten
- Carl Gottfried Haubold (1792–1862), Maschinenbaumechaniker und Unternehmer
- Kurt Barthel (1914–1967), Schriftsteller, Lyriker, Dramatiker und Dramaturg
- Angelika Klein (* 1951), Politikerin (Die Linke)